# Palacio Savino Amelio
El Palacio Savino Ameglio en Tarento es la sede local de la Soberana Orden Militar de Malta. Fue construido en 1869 por el abogado. Domenico Savino y fue uno de los primeros edificios del Borgo Nuovo de la ciudad. El palacio tiene vistas al canal navegable que conecta el Mar Grande con el Mar Piccolo.En la planta principal se encuentran las salas de recepción y una biblioteca, accesibles sólo durante las conferencias públicas. El edificio también alberga el Centro Studi Melitensi.

## Entradas relacionadas
- Historia de Taranto
- Desarrollo morfológico de Taranto